# Apanteles anabellecordobae
Apanteles anabellecordobae (лат.) — вид мелких наездников рода Apanteles из подсемейства Microgastrinae семейства бракониды (Braconidae). Обнаружены в Центральной Америке: Коста-Рика (Guanacaste).

## Описание
Мелкого размера перепончатокрылые насекомые: длина тела около 3 мм, длина переднего крыла около 3 мм (до 3,4 мм). Основная окраска тёмно-коричневая. Коготки лапок с одной шиповидной сетой. Соотношение длины и ширины птеростигмы: 3,1-3,5. Паразитируют на бабочках из семейства Толстоголовки (Hesperiidae), Achlyodes busirus,  Achlyodes pallida. Вид был впервые описан в 2014 году канадским энтомологом Хосе Фернандес-Триана (Jose L. Fernández-Triana; Department of Integrative Biology and the Biodiversity Institute of Ontario, Университет Гелфа, Гелф, Онтарио, Канада) и назван в честь Анабеллы Кордобы (Anabelle Cordoba; ACG Programa de Parataxónomos and Estación Biológica Caribe of ACG)
.